# Championnat de France masculin de handball 1969-1970
Navigation
Nationale 1 1968-1969 Nationale 1 1970-1971
Le championnat de France de Nationale 1 masculin 1969-1970 est le plus haut niveau des clubs masculins de handball en France. 
Le titre de champion de France est remporté pour la quatrième fois par l'US Ivry,.
À noter que chez les femmes, c'est également l'US Ivry qui est champion de France.

## Première phase
- P : Promu de Nationale II
- Qualifié pour les Demi-finales
- Relégation en Nationale II

### Poule A
Le classement final de la poule A est, :
|   | Équipe                         | Pts | J  | G  | N | P  | Bp  | Bc  | Diff |
| - | ------------------------------ | --- | -- | -- | - | -- | --- | --- | ---- |
| 1 | US Ivry                        | 36  | 14 | 11 | 0 | 3  | 263 | 220 | 43   |
| 2 | CSL Dijon                      | 35  | 14 | 10 | 1 | 3  | 255 | 219 | 36   |
| 3 | FC Sochaux                     | 32  | 14 | 9  | 0 | 5  | 266 | 264 | 2    |
| 4 | FC Mulhouse                    | 31  | 14 | 8  | 1 | 5  | 259 | 232 | 27   |
| 5 | Stade Marseillais UC (T)       | 28  | 14 | 7  | 0 | 7  | 240 | 216 | 24   |
| 6 | US Altkirch (P)                | 24  | 14 | 5  | 0 | 9  | 251 | 275 | -24  |
| 7 | ASPTT Metz                     | 24  | 14 | 5  | 0 | 9  | 248 | 272 | -24  |
| 8 | HBC Villefranche-sur-Saône (P) | 14  | 14 | 0  | 0 | 14 | 195 | 316 | -121 |

L'US Altkirch et l'ASPTT Metz sont départagés au quotient attaque/défense (0,912 pour Altkirch contre 0,911 pour Metz).

### Poule B
Le classement final de la poule B est, :
|   | Équipe                        | Pts | J  | G  | N | P  | Bp  | Bc  | Diff |
| - | ----------------------------- | --- | -- | -- | - | -- | --- | --- | ---- |
| 1 | Paris UC                      | 34  | 14 | 10 | 0 | 4  | 262 | 207 | 55   |
| 2 | Stella Sports Saint-Maur      | 32  | 14 | 9  | 0 | 5  | 262 | 240 | 22   |
| 3 | Carabiniers de Billy-Montigny | 30  | 14 | 8  | 0 | 6  | 285 | 258 | 27   |
| 4 | CO Billancourt (P)            | 29  | 14 | 7  | 1 | 6  | 263 | 268 | -5   |
| 5 | Girondins de Bordeaux HBC     | 28  | 14 | 7  | 0 | 7  | 211 | 234 | -23  |
| 6 | ASP Police Paris              | 27  | 14 | 6  | 1 | 7  | 288 | 290 | -2   |
| 7 | ASPTT Evreux                  | 24  | 14 | 5  | 0 | 9  | 219 | 262 | -43  |
| 8 | Villemomble Sports (P)        | 20  | 14 | 3  | 0 | 11 | 201 | 237 | -36  |

## Phase finale
|  | Demi-finales      | Demi-finales      | Demi-finales | Demi-finales |         |         | Finale | Finale | Finale | Finale |
|  |                   |                   |              |              |         |         |        |        |        |        |
|  |                   |                   |              |              |         |         | Troyes |        |        |        |
|  | US Ivry           | US Ivry           | 14           | 25           |         |         |        |        |        |        |
|  | US Ivry           | US Ivry           | 14           | 25           |         |         |        |        |        |        |
|  | Stella Saint-Maur | Stella Saint-Maur | 12           | 19           |         |         |        |        |        |        |
|  | Stella Saint-Maur | Stella Saint-Maur | 12           | 19           | US Ivry | US Ivry | 13     | 13     |        |        |
|  |                   |                   |              |              | US Ivry | US Ivry | 13     | 13     |        |        |
|  |                   |                   | CSL Dijon    | CSL Dijon    | 12      | 12      |        |        |        |        |
|  | Paris UC          | Paris UC          | CSL Dijon    | CSL Dijon    | 12      | 12      | 17     | 12     |        |        |
|  | Paris UC          | Paris UC          |              |              |         |         |        | 12     |        |        |
|  | CSL Dijon         | CSL Dijon         | 16           | 16           |         |         |        |        |        |        |
|  | CSL Dijon         | CSL Dijon         | 16           | 16           |         |         |        |        |        |        |

### Demi-finales
Matchs allers
- À Dijon Paris UC bat CSL Dijon 17-16 (6-7)
  - PUC : Mouchel (6), Druais (4), Terrier (3), Taillefer (2), Orsini (1), Grain (1). Gardiens : Bonfils et Ortiz.
  - Dijon : A. Sellenet (6), Thionnet (5 dont 3 penalties), Dutin (1), Bourgeois (1), Bornot (1), Dutemps (1), Perney (1). Gardien : B. Sellenet.
  - Arbitres : MM. Martin et Deconninck.
- À Ivry-sur-Seine, US Ivry bat Stella Saint-Maur 14-12 (7-5)
  - Ivry : Brunet (6), R. Richard (5 dont 1 penalty), M. Richard (2), Clément (1). Gardiens : Scillieri et Vairdie.
  - Stella : Germain (4 dont 2 penalties), Ch. Lelarge (3), Hector (2), Berger (2), Petit (1). Gardiens : Perrin et Thiebault.
  - Arbitres : MM. Hugonnet et Sage.

Matchs retours
- À Saint-Maur-des-Fossés, US Ivry bat Stella Saint-Maur 25-19 (13-6)
  - Stella : Petit (7), Lelarge (5), Germain (3 dont 1 penalty), Berger (2), Deschamps (1), Chaplais (1).
  - Ivry : M. Richard (7), R. Richard (4), Brunet (4), Ch. Richard (3), Avenet (2), Delbo (2), Aggoune (1), Rignac (1), Floirat (1).
  - Arbitres : MM. Deconninck et Martin.
- À Paris, CSL Dijon bat Paris UC 16-12 (7-8)
  - Dijon : A. Sellenet (6), Thionnet (4 dont 1 penalty), Bourgeois (2), Perney (2), Staeger (1), Dutin (1). Gardien : B. Sellenet.
  - PUC : Druais (4), Taillefer (4), Mouchel (2), Orsini (2).
  - Arbitres : MM. Hugonnet et Sage.

Bilan
Sur l'ensemble des deux matchs, l'US Ivry bat la Stella Saint-Maur 39 à 31 et le CSL Dijon bat le Paris UC 32 à 29.

### Finale
La finale du championnat de France a permis à l'Union sportive d'Ivry Handball de décrocher son quatrième titre national face au CSL Dijon (13-12) qui abordait pour la première fois ce sommet de la compétition nationale. Cette finale âprement disputée à Troyes faillit d'abord tourner à l'avantage des Dijonnais partis en trombe. A la 23e minute en effet le C.S.L. comptait 3 buts d'avance, devant une équipe francilienne moyenne désorientée et incapable de percer le rempart d'un Bernard Sellenet étonnant devant le but dijonnais.
La reprise en main de l'US Ivry se produisit tout de même avant le repos. A une minute de celui-ci, en effet, Ivry égalisait ! Le baroud d'honneur de Dijon n'avait duré qu'une mi-temps. Ensuite Ivry s'imposa lentement mais irrésistiblement, creusant un écart qui atteignit même cinq buts à la 53e minute. L'équipe des frères Sellenet jeta alors ses ultimes ressources dans un forcing désespéré mais trop tardif. Un penalty réussi dans la dernière minute par Thionnet ramena Dijon juste sur les talons d'Ivry (12-13 score final) mais la cause était entendue.
Quatrième titre donc pour Ivry, ce qui constitue un record depuis la création du championnat. Sa victoire fut acquise plus par le métier des frères Richard et de Brunet notamment que sur un réel panache. Les Dijonnais pour leur part ont manqué de leur réussite habituelle en la personne d'André Sellenet qui n'eut pas son rayonnement des demi-finales. La logique a donc triomphé en couronnant un club vieil habitué du titre :
- À Troyes, US Ivry bat CSL Dijon 13-12 (5-5)
  - Ivry : Brunet (3), M. Richard (2 dont 1 penalty), Avenet (2), Aggoune (2), Delbo (2), R. Richard (1), C. Richard (1). Gardiens : Scillieri et Vaidie.
  - Dijon : Thionnet (6 dont 3 penalties), A. Sellenet (2), Perney (1), Bourgeois (1), Dutemps (1), Fournier (1). Gardien : B. Sellenet.
  - Arbitres : MM. Bouligaud et Lopez.